# Australian Open 2020
Die 108. Australian Open fanden vom 20. Januar bis 2. Februar 2020 in Melbourne, Australien, statt.
Titelverteidiger beim ersten Tennis-Grand-Slam-Turnier des Jahres 2020 waren im Einzel Novak Đoković bei den Herren sowie Naomi Ōsaka bei den Damen, Pierre-Hugues Herbert und Nicolas Mahut im Herrendoppel, Samantha Stosur und Zhang Shuai im Damendoppel sowie Barbora Krejčíková und Rajeev Ram im Mixed.

## Luftqualität und Kritik
Die seit September 2019 andauernden Buschbrände in Australien sorgten auch in Melbourne für eine schlechte Luftqualität. Trotz dieses Umstandes wurde mit der Qualifikation mit lediglich einer Stunde Verspätung am 14. Januar 2020 begonnen, was auf Kritik stieß. So kritisierte der Deutsche Tennis Bund, dass die Gesundheit der Athleten riskiert werde. Mit Elina Switolina und Novak Đoković äußerten sich auch zwei Spieler aus der Weltspitze in eine ähnliche Richtung.
Tatsächlich bekamen einige Spieler auch während ihrer Partien gesundheitliche Probleme, am schlimmsten traf es Dalila Jakupović. Sie hatte einen Hustenanfall im zweiten Satz und gab mit Satzvorsprung beim Stand von 6:4 und 5:6 auf.

## Absagen
Folgende Topspieler nahmen aus unterschiedlichen Gründen nicht an dem Turnier teil:
- Bianca Andreescu, Knieverletzung[5]
- Alex  de Minaur, Verletzung der Bauchmuskulatur[6]

## Preisgeld
Das Preisgeld betrug 71.000.000 Australische Dollar, was einen Anstieg zum Vorjahr von knapp 14 % bedeutete.
| Erreichte Runde | Einzel       | Doppel*    | Mixed*     |
| --------------- | ------------ | ---------- | ---------- |
| Sieg            | 4.120.000 A$ | 760.000 A$ | 190.000 A$ |
| Finale          | 2.065.000 A$ | 380.000 A$ | 100.000 A$ |
| Halbfinale      | 1.040.000 A$ | 200.000 A$ | 50.000 A$  |
| Viertelfinale   | 525.000 A$   | 110.000 A$ | 24.000 A$  |
| Achtelfinale    | 300.000 A$   | 62.000 A$  | 12.000 A$  |
| Dritte Runde    | 180.000 A$   | 38.000 A$  | 6.250 A$   |
| Zweite Runde    | 128.000 A$   | 25.000 A$  |            |
| Erste Runde     | 90.000 A$    |            |            |
| Q3              | 50.000 A$    |            |            |
| Q2              | 32.500 A$    |            |            |
| Q1              | 20.000 A$    |            |            |

* pro Team; Q = Qualifikationsrunde

## Herreneinzel
Setzliste
| Nr. | Spieler               | Erreichte Runde |
| --- | --------------------- | --------------- |
| 01. | Rafael Nadal          | Viertelfinale   |
| 02. | Novak Đoković         | Sieg            |
| 03. | Roger Federer         | Halbfinale      |
| 04. | Daniil Medwedew       | Achtelfinale    |
| 05. | Dominic Thiem         | Finale          |
| 06. | Stefanos Tsitsipas    | 3. Runde        |
| 07. | Alexander Zverev      | Halbfinale      |
| 08. | Matteo Berrettini     | 2. Runde        |
| 09. | Roberto Bautista Agut | 3. Runde        |
| 10. | Gaël Monfils          | Achtelfinale    |
| 11. | David Goffin          | 3. Runde        |
| 12. | Fabio Fognini         | Achtelfinale    |
| 13. | Denis Shapovalov      | 1. Runde        |
| 14. | Diego Schwartzman     | Achtelfinale    |
| 15. | Stan Wawrinka         | Viertelfinale   |
| 16. | Karen Chatschanow     | 3. Runde        |

| Nr. | Spieler                | Erreichte Runde |
| --- | ---------------------- | --------------- |
| 17. | Andrei Rubljow         | Achtelfinale    |
| 18. | Grigor Dimitrow        | 2. Runde        |
| 19. | John Isner             | 3. Runde        |
| 20. | Félix Auger-Aliassime  | 1. Runde        |
| 21. | Benoît Paire           | 2. Runde        |
| 22. | Guido Pella            | 3. Runde        |
| 23. | Nick Kyrgios           | Achtelfinale    |
| 24. | Dušan Lajović          | 3. Runde        |
| 25. | Borna Ćorić            | 1. Runde        |
| 26. | Nikolos Bassilaschwili | 2. Runde        |
| 27. | Pablo Carreño Busta    | 3. Runde        |
| 28. | Jo-Wilfried Tsonga     | 1. Runde        |
| 29. | Taylor Fritz           | 3. Runde        |
| 30. | Daniel Evans           | 2. Runde        |
| 31. | Hubert Hurkacz         | 2. Runde        |
| 32. | Milos Raonic           | Viertelfinale   |

## Dameneinzel
Setzliste
| Nr. | Spielerin           | Erreichte Runde |
| --- | ------------------- | --------------- |
| 01. | Ashleigh Barty      | Halbfinale      |
| 02. | Karolína Plíšková   | 3. Runde        |
| 03. | Naomi Ōsaka         | 3. Runde        |
| 04. | Simona Halep        | Halbfinale      |
| 05. | Elina Switolina     | 3. Runde        |
| 06. | Belinda Bencic      | 3. Runde        |
| 07. | Petra Kvitová       | Viertelfinale   |
| 08. | Serena Williams     | 3. Runde        |
| 09. | Kiki Bertens        | Achtelfinale    |
| 10. | Madison Keys        | 3. Runde        |
| 11. | Aryna Sabalenka     | 1. Runde        |
| 12. | Johanna Konta       | 1. Runde        |
| 13. | Petra Martić        | 2. Runde        |
| 14. | Sofia Kenin         | Sieg            |
| 15. | Markéta Vondroušová | 1. Runde        |
| 16. | Elise Mertens       | Achtelfinale    |

| Nr. | Spielerin                    | Erreichte Runde |
| --- | ---------------------------- | --------------- |
| 17. | Angelique Kerber             | Achtelfinale    |
| 18. | Alison Riske                 | Achtelfinale    |
| 19. | Donna Vekić                  | 3. Runde        |
| 20. | Karolína Muchová             | 2. Runde        |
| 21. | Amanda Anisimova             | 1. Runde        |
| 22. | Maria Sakkari                | Achtelfinale    |
| 23. | Dajana Jastremska            | 2. Runde        |
| 24. | Sloane Stephens              | 1. Runde        |
| 25. | Jekaterina Alexandrowa       | 3. Runde        |
| 26. | Danielle Collins             | 2. Runde        |
| 27. | Wang Qiang                   | Achtelfinale    |
| 28. | Anett Kontaveit              | Viertelfinale   |
| 29. | Jelena Rybakina              | 3. Runde        |
| 30. | Anastassija Pawljutschenkowa | Viertelfinale   |
| 31. | Anastasija Sevastova         | 1. Runde        |
| 32. | Barbora Strýcová             | 1. Runde        |

## Herrendoppel
Setzliste
| Nr. | Paarung                             | Erreichte Runde |
| --- | ----------------------------------- | --------------- |
| 01. | Pierre-Hugues Herbert Nicolas Mahut | 1. Runde        |
| 02. | Łukasz Kubot Marcelo Melo           | 2. Runde        |
| 03. | Kevin Krawietz Andreas Mies         | 1. Runde        |
| 04. | Ivan Dodig Filip Polášek            | Halbfinale      |
| 05. | Wesley Koolhof Nikola Mektić        | 2. Runde        |
| 06. | Marcel Granollers Horacio Zeballos  | Achtelfinale    |
| 07. | John Peers Michael Venus            | Achtelfinale    |
| 08. | Jean-Julien Rojer Horia Tecău       | 2. Runde        |

| Nr. | Paarung                              | Erreichte Runde |
| --- | ------------------------------------ | --------------- |
| 09. | Raven Klaasen Oliver Marach          | 2. Runde        |
| 10. | Mate Pavić Bruno Soares              | Achtelfinale    |
| 11. | Rajeev Ram Joe Salisbury             | Sieg            |
| 12. | Jürgen Melzer Édouard Roger-Vasselin | 2. Runde        |
| 13. | Bob Bryan Mike Bryan                 | Achtelfinale    |
| 14. | Jamie Murray Neal Skupski            | 2. Runde        |
| 15. | Máximo González Fabrice Martin       | 2. Runde        |
| 16. | Austin Krajicek Franko Škugor        | Achtelfinale    |

## Damendoppel
Setzliste
| Nr. | Paarung                               | Erreichte Runde |
| --- | ------------------------------------- | --------------- |
| 01. | Hsieh Su-wei Barbora Strýcová         | Finale          |
| 02. | Tímea Babos Kristina Mladenovic       | Sieg            |
| 03. | Elise Mertens Aryna Sabalenka         | Viertelfinale   |
| 04. | Barbora Krejčíková Kateřina Siniaková | Halbfinale      |
| 05. | Nicole Melichar Xu Yifan              | 1. Runde        |
| 06. | Gabriela Dabrowski Jeļena Ostapenko   | Viertelfinale   |
| 07. | Chan Hao-ching Latisha Chan           | Halbfinale      |
| 08. | Květa Peschke Demi Schuurs            | 2. Runde        |

| Nr. | Paarung                                  | Erreichte Runde |
| --- | ---------------------------------------- | --------------- |
| 09. | Duan Yingying Zheng Saisai               | 1. Runde        |
| 10. | Shūko Aoyama Ena Shibahara               | Achtelfinale    |
| 11. | Lucie Hradecká Andreja Klepač            | 1. Runde        |
| 12. | Ellen Perez Samantha Stosur              | 1. Runde        |
| 13. | Weronika Kudermetowa Alison Riske        | Achtelfinale    |
| 14. | Ljudmyla Kitschenok Yang Zhaoxuan        | 1. Runde        |
| 15. | Viktória Kužmová Aljaksandra Sasnowitsch | Achtelfinale    |
| 16. | Sofia Kenin Bethanie Mattek-Sands        | Achtelfinale    |

## Mixed
Setzliste
| Nr. | Paarung                           | Erreichte Runde |
| --- | --------------------------------- | --------------- |
| 01. | Barbora Strýcová Marcelo Melo     | 1. Runde        |
| 02. | Zhang Shuai Nicolas Mahut         | Rückzug         |
| 03. | Gabriela Dabrowski Henri Kontinen | Halbfinale      |
| 04. | Chan Hao-ching Michael Venus      | Achtelfinale    |

| Nr. | Paarung                           | Erreichte Runde |
| --- | --------------------------------- | --------------- |
| 05. | Barbora Krejčíková Nikola Mektić  | Sieg            |
| 06. | Latisha Chan Ivan Dodig           | Viertelfinale   |
| 07. | Samantha Stosur Jean-Julien Rojer | Achtelfinale    |
| 08. | Hsieh Su-wei Neal Skupski         | Achtelfinale    |

## Junioreneinzel
Setzliste
| Nr. | Spieler                     | Erreichte Runde |
| --- | --------------------------- | --------------- |
| 01. | Harold Mayot                | Sieg            |
| 02. | Martin Damm                 | Viertelfinale   |
| 03. | Shunsuke Mitsui             | 2. Runde        |
| 04. | Jeffrey von der Schulenburg | 1. Runde        |
| 05. | Arthur Cazaux               | Finale          |
| 06. | Leandro Riedi               | Achtelfinale    |
| 07. | Dominic Stricker            | Viertelfinale   |
| 08. | Khololwam Montsi            | 2. Runde        |

| Nr. | Spieler              | Erreichte Runde |
| --- | -------------------- | --------------- |
| 09. | Flavio Cobolli       | 2. Runde        |
| 10. | Dalibor Svrčina      | Achtelfinale    |
| 11. | Eliakim Coulibaly    | 1. Runde        |
| 12. | Kārlis Ozoliņš       | Halbfinale      |
| 13. | Nicholas David Ionel | 1. Runde        |
| 14. | Li Hanwen            | 2. Runde        |
| 15. | Bu Yunchaokete       | 1. Runde        |
| 16. | Térence Atmane       | 2. Runde        |

## Juniorinneneinzel
Setzliste
| Nr. | Spielerin           | Erreichte Runde |
| --- | ------------------- | --------------- |
| 01. | Elsa Jacquemot      | 2. Runde        |
| 02. | Robin Montgomery    | Viertelfinale   |
| 03. | Kamilla Bartone     | 1. Runde        |
| 04. | Alexandra Eala      | Achtelfinale    |
| 05. | Linda Fruhvirtová   | 1. Runde        |
| 06. | Maria Bondarenko    | 2. Runde        |
| 07. | Oxana Selechmetjewa | 1. Runde        |
| 08. | Polina Kudermetowa  | Viertelfinale   |

| Nr. | Spielerin                   | Erreichte Runde |
| --- | --------------------------- | --------------- |
| 09. | Victoria Jiménez Kasintseva | Sieg            |
| 10. | Mélodie Collard             | 2. Runde        |
| 11. | Mai Napatt Nirundorn        | 2. Runde        |
| 12. | Ane Mintegi del Olmo        | Viertelfinale   |
| 13. | Bai Zhuoxuan                | Halbfinale      |
| 14. | Séléna Janicijevic          | 1. Runde        |
| 15. | Priska Madelyn Nugroho      | Achtelfinale    |
| 16. | Wong Hong-yi                | Viertelfinale   |

## Juniorendoppel
Setzliste
| Nr. | Paarung                                     | Erreichte Runde |
| --- | ------------------------------------------- | --------------- |
| 01. | Arthur Cazaux Harold Mayot                  | Viertelfinale   |
| 02. | Dalibor Svrčina Jeffrey von der Schulenburg | Viertelfinale   |
| 03. | Shunsuke Mitsui Bu Yunchaokete              | Viertelfinale   |
| 04. | Eliakim Coulibaly Khololwam Montsi          | 1. Runde        |

| Nr. | Paarung                            | Erreichte Runde |
| --- | ---------------------------------- | --------------- |
| 05. | Nicholas David Ionel Leandro Riedi | Sieg            |
| 06. | Mikołaj Lorens Kārlis Ozoliņš      | Finale          |
| 07. | Arthur Fery Felix Gill             | Halbfinale      |
| 08. | Térence Atmane Timo Legout         | 1. Runde        |

## Juniorinnendoppel
Setzliste
| Nr. | Paarung                               | Erreichte Runde |
| --- | ------------------------------------- | --------------- |
| 01. | Kamilla Bartone Linda Fruhvirtová     | Halbfinale      |
| 02. | Polina Kudermetowa Robin Montgomery   | 1. Runde        |
| 03. | Maria Bondarenko Mai Napatt Nirundorn | 1. Runde        |
| 04. | Alexandra Eala Priska Madelyn Nugroho | Sieg            |

| Nr. | Paarung                                          | Erreichte Runde |
| --- | ------------------------------------------------ | --------------- |
| 05. | Victoria Jiménez Kasintseva Ane Mintegi del Olmo | 1. Runde        |
| 06. | Linda Nosková Oxana Selechmetjewa                | Viertelfinale   |
| 07. | Aubane Droguet Séléna Janicijevic                | Viertelfinale   |
| 08. | Back Da-yeon Weronika Baszak                     | Achtelfinale    |

## Herreneinzel-Rollstuhl
Setzliste
| Nr. | Spieler           | Erreichte Runde |
| --- | ----------------- | --------------- |
| 01. | Shingo Kunieda    | Sieg            |
| 02. | Gustavo Fernández | 1. Runde        |

## Dameneinzel-Rollstuhl
Setzliste
| Nr. | Spielerin      | Erreichte Runde |
| --- | -------------- | --------------- |
| 01. | Diede de Groot | 1. Runde        |
| 02. | Yui Kamiji     | Sieg            |

## Herrendoppel-Rollstuhl
Setzliste
| Nr. | Paarung                        | Erreichte Runde |
| --- | ------------------------------ | --------------- |
| 01. | Stéphane Houdet Nicolas Peifer | Finale          |
| 02. | Alfie Hewett Gordon Reid       | Sieg            |

## Damendoppel-Rollstuhl
Setzliste
| Nr. | Paarung                              | Erreichte Runde |
| --- | ------------------------------------ | --------------- |
| 01. | Diede de Groot Aniek van Koot        | Finale          |
| 02. | Kgothatso Montjane Sabine Ellerbrock | Halbfinale      |

## Quadeinzel
Setzliste
| Nr. | Spieler          | Erreichte Runde |
| --- | ---------------- | --------------- |
| 01. | Dylan Alcott     | Sieg            |
| 02. | Andrew Lapthorne | Finale          |

## Quaddoppel
Setzliste
| Nr. | Paarung                       | Erreichte Runde |
| --- | ----------------------------- | --------------- |
| 01. | Dylan Alcott Heath Davidson   | Sieg            |
| 02. | Andrew Lapthorne David Wagner | Finale          |